# Base aérienne 701 Salon-de-Provence
La base aérienne 701 Salon-de-Provence est une base aérienne de l'Armée de l'air et de l'espace française située dans le sud de la France dans les Bouches-du-Rhône, sur les communes de Salon-de-Provence et Lançon-Provence. Depuis 1964, la Patrouille de France y est stationnée. Son commandant est le général de division aérienne Pierre Réal depuis 2022.

## Unités et activités
La base aérienne accueille sur son emprise :
- l’École de l'air (EA), pour les élèves-officiers issus du recrutement direct, et l'ancienne École militaire de l'air (EMA), pour les élèves-officiers issus du recrutement interne, le tout regroupé sous une même promotion de l’École de l'air depuis 2015.
- le cours des officiers de l'école de l'air (COEA) (anciennement cours spécial de formation des officiers (CSFO) ;
- le cours spécial de l'École de l'air (CSEAE) ;
- le centre d'enseignement militaire supérieur air (CEMS Air) ;
- l'École des commissaires des armées (ECA) depuis 2013 (auparavant l'École des commissaires de l'air réservée aux élèves commissaires de l'air) ;
- les équipes de présentation de l'armée de l'air dont la Patrouille de France et l'Équipe de voltige de l'Armée de l'air et de l'espace ;
- le Centre de formation aéronautique militaire initiale (CFAMI).

## Histoire
La « base-école no 356 » est créée en 1936, avec l'implantation du bataillon de l'air 130.
Venant de la base aérienne 134 Versailles, l'École de l'air s'y fixe en 1937 ; l'École du commissariat de l'air s'y implante en 1953.

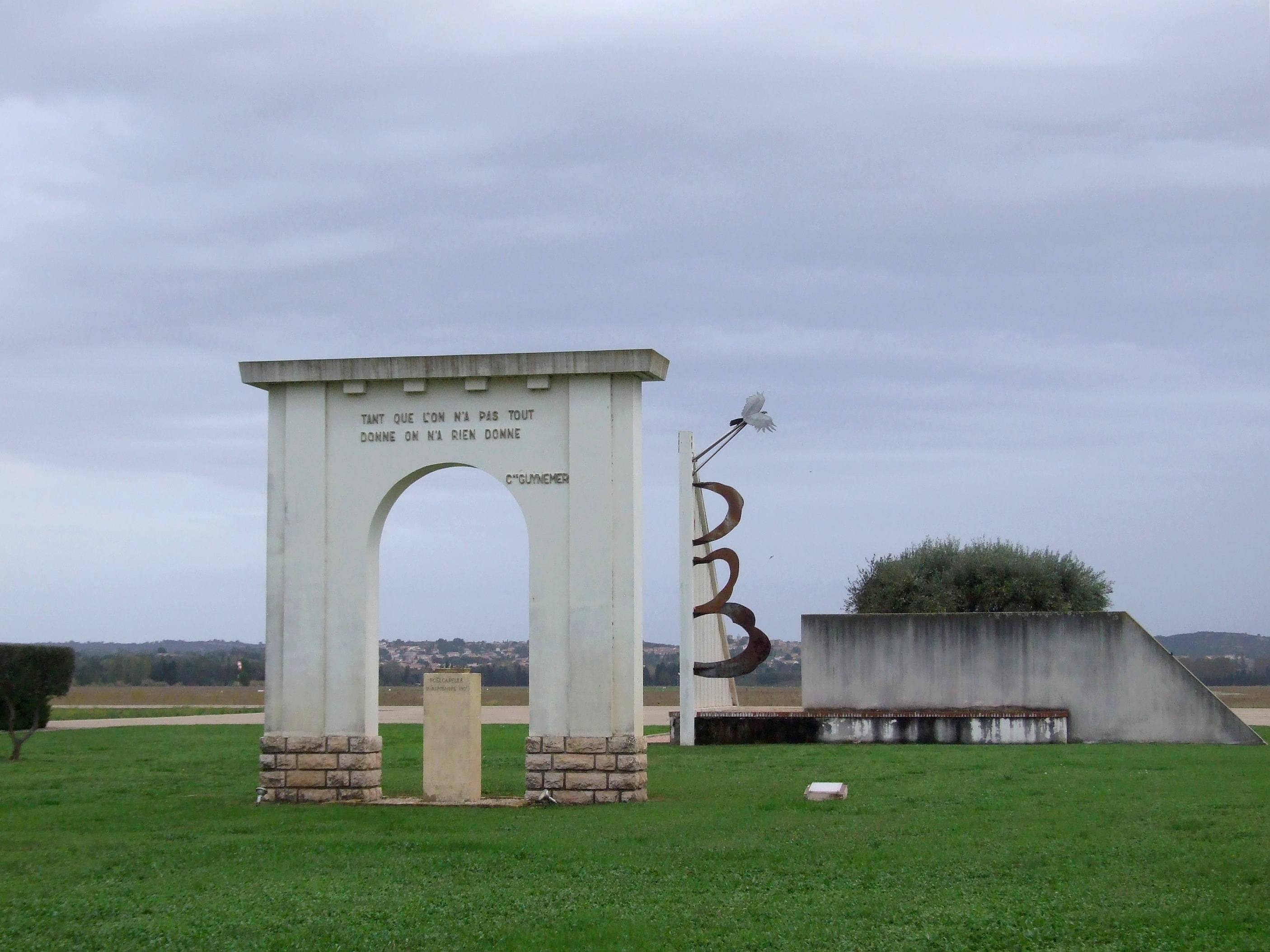
Mémorial Georges Guynemer (1894-1917), sur la base 701.

L'École de l'Air de Salon-de-Provence a fait sienne la devise de l'Escadrille des Cigognes : « Faire face ». Un mémorial à Georges Guynemer de cette escadrille rappelle cette devise.

### Documentation en ligne
- Les écoles d'officiers de Salon-de-Provence sur le site du ministère de la Défense